# Marineausbildungsregiment
Das Marineausbildungsregiment war ein Ausbildungstruppenteil der Bundesmarine. Es wurde am 15. Juli 1956 unter der Bezeichnung Schiffsstammregiment in Wilhelmshaven aufgestellt und später nach Glückstadt an der Elbe verlegt. Am 15. Juli 1959 wurde es in Marineausbildungsregiment umbenannt und zum 31. Dezember 1972 aufgelöst.

## Führung und Unterstellung
Das Marineausbildungsregiment war zunächst dem Kommando der Marineausbildung unterstellt und wechselte am 1. Februar 1962 zu dem daraus hervorgegangenen Zentralen Marinekommando. Ab 1. Oktober 1965 unterstand es der Inspektion für Erziehung und Bildung in der Marine im Marineamt. Das Regiment wurde von einem Kommandeur im Dienstgrad eines Kapitäns zur See geführt.

## Unterstellte Verbände und Einrichtungen

Angehörige einer Schiffsstammabteilung beim Exerzieren etwa 1957

Dem Regiment waren vier Schiffsstammabteilungen (SStA) unterstellt, die am 15. Juli 1959 in 1.–4. Marineausbildungsbataillon (MAusbBtl) und am 1. September 1966 in Marineausbildungsbataillon 1–4 umbenannt wurden. Diesen Bataillonen oblag die militärische und seemännische Grundausbildung. Außerdem unterstand dem Regiment vom 29. März 1961 bis 30. September 1965 die Marineunteroffizierschule in Plön.

### Marine-Lehrkompanie / Marineausbildungsbataillon1
Als erster Truppenteil der neuen Bundesmarine wurde am 16. Januar 1956 in Wilhelmshaven die Marine-Lehrkompanie aufgestellt. Sie wurde bereits am 30. April 1956 wieder aufgelöst und zum 1. Mai 1956 als 1. Schiffsstammabteilung neu aufgestellt und bis zur Aufstellung des Schiffsstammregiments dem Kommando der Marineausbildung unmittelbar unterstellt. Am 1. Oktober 1960 wurde es nach Eckernförde verlegt. Als Lehrgruppe Grundausbildung wurde es am 31. Dezember 1972 am selben Standort der Marinefernmeldeschule unterstellt.

### Marineausbildungsbataillon 2
Das Marineausbildungsbataillon 2 wurde am 1. Juli 1956 als 2. Schiffsstammabteilung in Glücksburg-Meierwik aufgestellt und am 30. September 1969 aufgelöst. Seine Aufgaben übernahm die am 1. Oktober 1969 in Borkum aufgestellte Seemannschaftslehrgruppe.

### Marineausbildungsbataillon 3
Das Marineausbildungsbataillon 3 wurde am 16. Juli 1956 als 3. Schiffsstammabteilung in Glückstadt aufgestellt. Nach Auflösung des Marineausbildungsregiments bestand dieses Bataillon noch bis zum 30. September 1973 und wurde der Marineküstendienstschule unterstellt, zu deren Lehrgruppe Grundausbildung es anschließend umgebildet wurde.
Im Marineausbildungsbataillon 3 erhielten alle Offizieranwärter der Marine ihre militärische Grundausbildung. Die infanteristische Grundausbildung erfolgte auf dem Truppenübungsplatz Nordoe, die Schießausbildung auf dem Schießplatz Basten.

### Marineausbildungsbataillon 4
Das Marineausbildungsbataillon 4 wurde am 3. April 1956 als 4. Schiffsstammabteilung in Eckernförde aufgestellt und unterstand zunächst direkt dem Kommando der Marineausbildung. Im Dezember 1957 verlegte es nach Brake (Unterweser), wo es ab 1. Januar 1973 der Technischen Marineschule II als Lehrgruppe Grundausbildung zugeordnet wurde.

### 5. Schiffsstammabteilung
Von 1957 bis 1959 bestand eine 5. Schiffsstammabteilung, der die in einer Auslandsausbildung befindlichen Marineangehörigen unterstellt waren.

## Kommandeure
- Kapitän zur See Werner Hartmann: von Juli 1956 bis März 1962
- Fregattenkapitän Werner Lassmann: mit der Wahrnehmung der Geschäfte beauftragt von April 1962 bis Juni 1962
- Fregattenkapitän Heinrich Kamper: mit der Wahrnehmung der Geschäfte beauftragt von Juli 1962 bis September 1962
- Kapitän zur See Hans Dominik: von Oktober 1962 bis März 1965
- Kapitän zur See Otto Schuhart: von April 1965 bis Juni 1966
- Kapitän zur See d. R. Heinrich Kamper: von Juli 1966 bis Oktober 1966
- Kapitän zur See Hans-Henning von Schultz: von Oktober 1966 bis September 1969
- Kapitän zur See Egon von Schlippenbach: von Oktober 1969 bis September 1972
- Kapitän zur See Friedrich-Karl Strecker: von Oktober 1972 bis Dezember 1972